# إريك إسبينوزا
إريك إسبينوزا (بالإسبانية: Erick Espinosa)‏ هو لاعب كرة قدم مكسيكي، ولد في 13 يناير 1980 في غوادالاخارا في المكسيك. شارك مع منتخب المكسيك لكرة القدم. أما مع النوادي، فقد لعب مع تيبورونيس روخوس دي فيراكروز ونادي تولوكا.

## وصلات خارجية
- إريك إسبينوزا على موقع قاعدة بيانات كرة القدم.إي يو (الإنجليزية)
- إريك إسبينوزا على موقع ناشيونال فوتبول تيمز (الإنجليزية)
- إريك إسبينوزا على موقع Soccerway.com (الإنجليزية)